# 77e régiment d'artillerie (France)
Pour les articles homonymes, voir 77e régiment.
Le 77e régiment d'artillerie est une unité de l'Armée de terre française, aujourd'hui dissoute. Le régiment existe comme 77e régiment d'artillerie lourde à grande puissance (artillerie lourde sur voie ferrée) lors de la Première Guerre mondiale puis 77e régiment d'artillerie à tracteurs tout-terrain, affecté à une division de cavalerie, pendant la Seconde Guerre mondiale.

## Création et différentes dénominations
- 1er août 1917 : 77e régiment d'artillerie lourde à grande puissance (77e RALGP)
- 1919 : dissolution
- février 1940 : 77e régiment d'artillerie à tracteurs tout-terrain (77e RALTTT), parfois 77e régiment d'artillerie de division légère de cavalerie (77e RADLC)
- juin 1940 : 77e RALTTT, parfois 77e régiment d'artillerie de division légère mécanique (77e RADLM)

## Historique du77eRALGP
Le 77e RALGP est créé le 1er août 1917, à la suite de la réorganisation de l'artillerie lourde française. Les 77e et 78e RALGP regroupent les canons ferroviaires installés sur épis.
- La 1re batterie est constituée le 1er août 1917 à partir de la 66e batterie (ex-2e) du 7e régiment d'artillerie à pied (7e RAP), équipée de canons de 320[2].
- L'origine des 2e et 3e batteries n'est pas donnée dans l'historique régimentaire[3].
- La 4e batterie, appartenant au 2e groupe du 77e RALGP est créée le 1er août 1917 par changement de nom de la 67e batterie du 7e RAP[3]. * Les 11e, 12e et 13e batteries forment le 4e groupe du 77e en février 1918. Elles sont équipées de canons de 19 G modèle 1916 (en)[4].
- Les 19e et 20e batteries, du 7e groupe, sont formées à une date inconnue de l'historique régimentaire. Elles perdent leur matériel en mai 1917 et deviennent des batteries de travailleurs.
- La 21e batterie, du même groupe, est formée à une date inconnue mais conserve ses canons.
- La 22e batterie est formée le 1er août 1917 à partir des 33e et 34e batteries du 6e groupe d'artillerie à pied d'Afrique et est équipée de deux canons de 340 B modèle 1912 (en)[5]. Initialement batterie isolée, elle est rattachée le 12 décembre 1917 au 8e groupe[6].
- La 23e batterie, équipée de canons de 340 modèle 1893 à glissement (en) est envoyée au front le 5 décembre 1917[7].
- Les 28e et 29e batteries forment le 10e groupe et sont destinées à servir les obusiers de 520 mm modèle 1916, qui n'effectuent que des tirs d'essai à Quiberon[8].
- La 34e batterie du 12e groupe du 77e est créée le 1er août 1917 à partir de la 77e batterie du 3e RAP (ex-4e batterie du 7e groupe d'artillerie à pied d'Afrique[8]), batterie équipée de deux obusiers de 400[9].
- La 35e batterie, du même groupe, est issue de la 78e batterie du 3e RAP (ex-4e du 10e RAP)[10].
- Les 34e et 35e batteries deviennent respectivement les 25e et 26e batteries du 9e groupe du 77e RALGP le 1er mai 1918[11],[10].

- Portraits de soldats du 77e RALGP, mi-1918.

Portraits de soldats du, mi-1918.
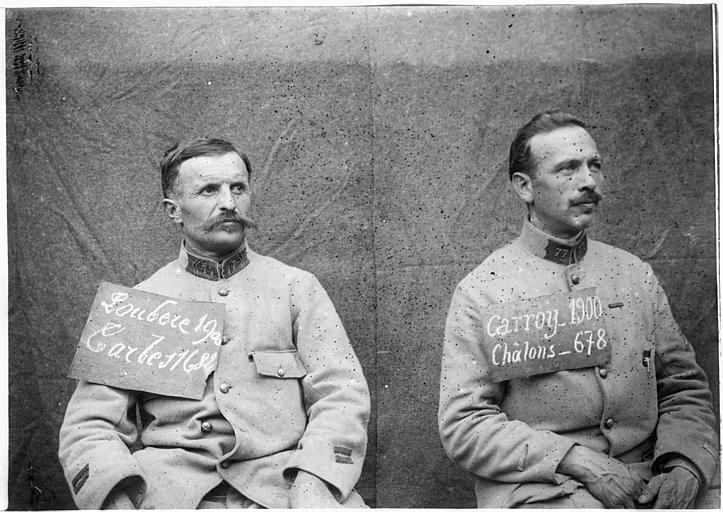
Deux sous-officiers.
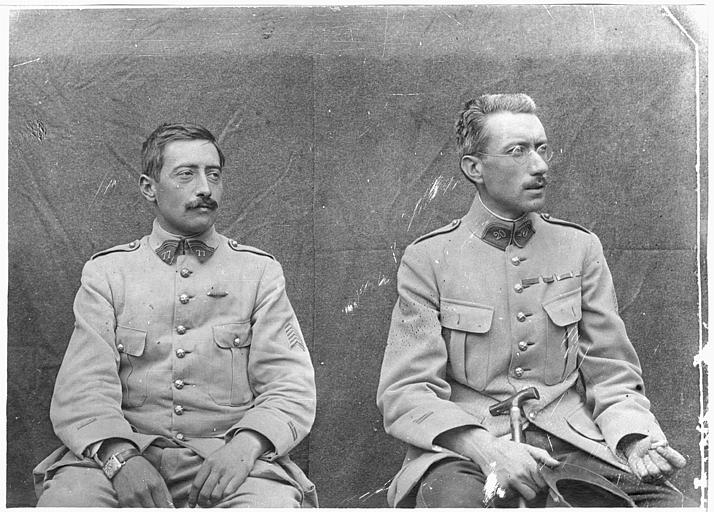
Deux officiers.
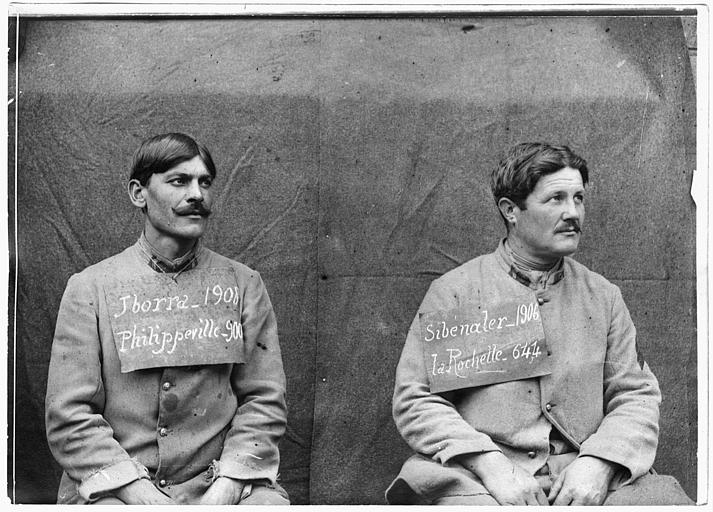
Deux soldats (l'un de Philippeville en Algérie, l'autre de La Rochelle).
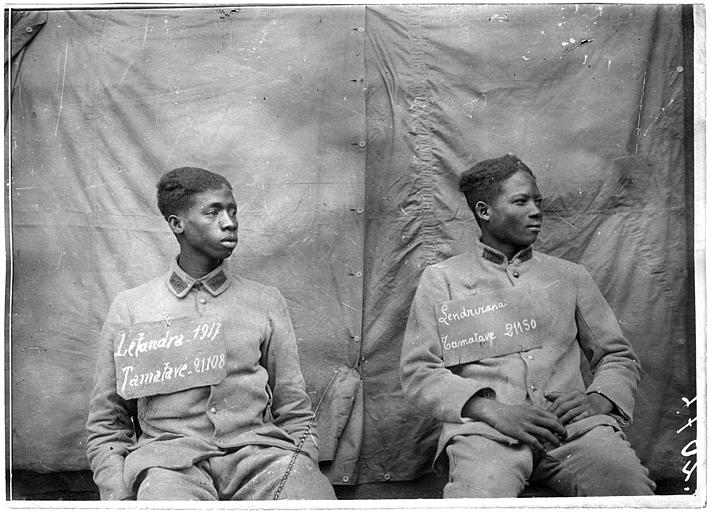
Deux artilleurs malgaches. Ils sont tous les deux Morts pour la France : Lendrirana (à droite) en août 1918 et Létendra (à gauche) en 1919 (d'une blessure à l'hôpital).

Le régiment est dissous le 31 juillet 1919, ses matériels et ses hommes rejoignent le 152e régiment d'artillerie lourde sur voie ferrée.

## Historique du77eRATTT
Le 77e RATTT est recréé le 16 février 1940, d'abord au profit de la 2e division de cavalerie puis de la 4e division légère de cavalerie (4e DLC, connue comme 4e division légère jusqu'en mars). Il compte deux groupes d'artillerie tractée, l'un de canons de 75 et l'autre canons de 105 courts.
Après la transformation de la 4e DLC en 7e division légère mécanique le 5 juin 1940, le régiment est équipé de 12 canons de 75, 12 canons de 105 courts, cinq Laffly W15 TCC et trois canons anti-aériens de 25. Le 77e RATTT soutient également la 82e division d'infanterie d'Afrique.
Le jour de l'arrêt des combats, le 25 juin, le 77e RATTT qui a conservé la majorité de son matériel, se trouve avec sa division dans la zone de Lempdes, dans le Puy-de-Dôme.